# Alternaria vaccariae
Alternaria vaccariae är en svampart som först beskrevs av Savul. & Sandu, och fick sitt nu gällande namn av E.G. Simmons & S.T. Koike 2002. Alternaria vaccariae ingår i släktet Alternaria och familjen Pleosporaceae.   Inga underarter finns listade i Catalogue of Life.